# Westmoreland (Nueva York)
Westmoreland es un pueblo ubicado en el condado de Oneida en el estado estadounidense de Nueva York. En el año 2000 tenía una población de 6,207 habitantes y una densidad poblacional de 55 personas por km².

## Geografía
Westmoreland se encuentra ubicado en las coordenadas 43°6′59.14″N 75°24′13.85″O / 43.1164278, -75.4038472.

## Demografía
Según la Oficina del Censo en 2000 los ingresos medios por hogar en la localidad eran de $48,768 y los ingresos medios por familia eran $36,024. Los hombres tenían unos ingresos medios de $24,955 frente a los $24,955 para las mujeres. La renta per cápita para la localidad era de $18,452. Alrededor del 5.1% de la población estaban por debajo del umbral de pobreza.